# Ripresentiamoci
Ripresentiamoci è un singolo del cantante italiano Entics, il quarto ed ultimo estratto dal quarto album in studio Purple Haze e pubblicato il 7 giugno 2017.

## La canzone
Ripresentiamoci è un brano R&B, con una produzione di Eiemgei che specchia una dolce atmosfera rarefatta. Nel testo l’artista milanese parla dell’importanza di avere fiducia nella persona che si ha al proprio fianco e di come, quando le circostanze fanno venire meno questo sentimento, bisognerebbe trovare la forza di ripartire da zero e ricominciare da capo: appena superati i trent’anni, Entics, infatti, dichiara di aver raggiunto quella consapevolezza per affrontare certe riflessioni che riguardano vari stati d’animo dell’entrata nella prima maturità e Ripresentiamoci è un brano emblematico in questo senso.
Entics ha commentato la canzone dicendo: "Questa traccia fa pensare a quanto, a volte, sia difficile e allo stesso tempo importante fidarsi delle persone che si hanno accanto. Senza fiducia non può esistere serenità e spesso agli errori che la fanno perdere si ripara difficilmente. Forse bisognerebbe avere la forza di azzerare tutto e ricominciare da capo".

## Video musicale
Il videoclip del brano, diretto da Fabio Berton, è stato girato nei quartieri residenziali di Londra, dove Entics si aggira da solo e canta le sue riflessioni, è stato pubblicato il 7 giugno del 2017 sul canale VEVO dell'artista.

## Classifiche
| Classifica (2017) | Posizione massima |
| ----------------- | ----------------- |
| Italia            | 79                |